# Tát
Tát is een stad (város) en gemeente in het Hongaarse comitaat Komárom-Esztergom. Tát telt 5545 inwoners (2006).